# Elecciones presidenciales de Brasil de 1891
La elección presidencial de Brasil de 1891 se realizó el 25 de febrero. Fue la primera elección presidencial en la historia de Brasil y se realizó de manera indirecta, siendo elegido presidente Manuel Deodoro da Fonseca, por los miembros del Congreso Nacional.

## Resultados
| Candidatos                  | Votos | %     |
| --------------------------- | ----- | ----- |
| Deodoro da Fonseca          | 153   | 55,61 |
| Prudente de Morais e Barros | 97    | 41,81 |
| Floriano Vieira Peixoto     | 3     | 1,29  |
| Saldanha Marinho            | 2     | 0,86  |
| José Hygino Duarte Pereira  | 1     | 0,43  |
| Total                       | 256   | 100   |